# Baron Hotham

Wappen der Barone Hotham

Baron Hotham, of South Dalton in the County of York, ist ein erblicher britischer Adelstitel in der Peerage of Ireland.
Familiensitz der Barone ist Dalton Hall bei Beverley im East Riding of Yorkshire.

## Verleihung
Der Titel wurde am 17. März 1797 dem Admiral William Hotham verliehen. Er war der fünfte Sohn des Sir Beaumont Hotham, 7. Baronet. Die Verleihung erfolgte mit dem besonderen Zusatz, dass der Titel in Ermangelung eigener männlicher Nachkommen auch an seine Brüder und deren männliche Nachkommen vererbbar sei. Im Juli 1811 erbte er von seinem Neffen auch den fortan nachgeordneten Titel 11. Baronet, of Scorborough in the County of York, der am 4. Januar 1622 in der Baronetage of England seinem Ur-urgroßvater John Hotham († 1645) verliehen worden war.
Da der 1. Baron kinderlos blieb, beerbte ihn 1795 sein Bruder Beaumont Hotham als 2. Baron. Heutiger Titelinhaber ist seit 1967 dessen Ur-ur-urenkel Henry Hotham als 8. Baron.

## Liste der Barone Hotham (1797)
- William Hotham, 1. Baron Hotham (1736–1813)
- Beaumont Hotham, 2. Baron Hotham (1737–1814)
- Beaumont Hotham, 3. Baron Hotham (1794–1870)
- Charles Hotham, 4. Baron Hotham (1836–1872)
- John Hotham, 5. Baron Hotham (1838–1907)
- Frederick Hotham, 6. Baron Hotham (1863–1923)
- Henry Hotham, 7. Baron Hotham (1899–1967)
- Henry Hotham, 8. Baron Hotham (* 1940)

Titelerbe (Heir apparent) ist der Sohn des aktuellen Titelinhabers, Hon. William Hotham (* 1972).